# 济南外国语学校

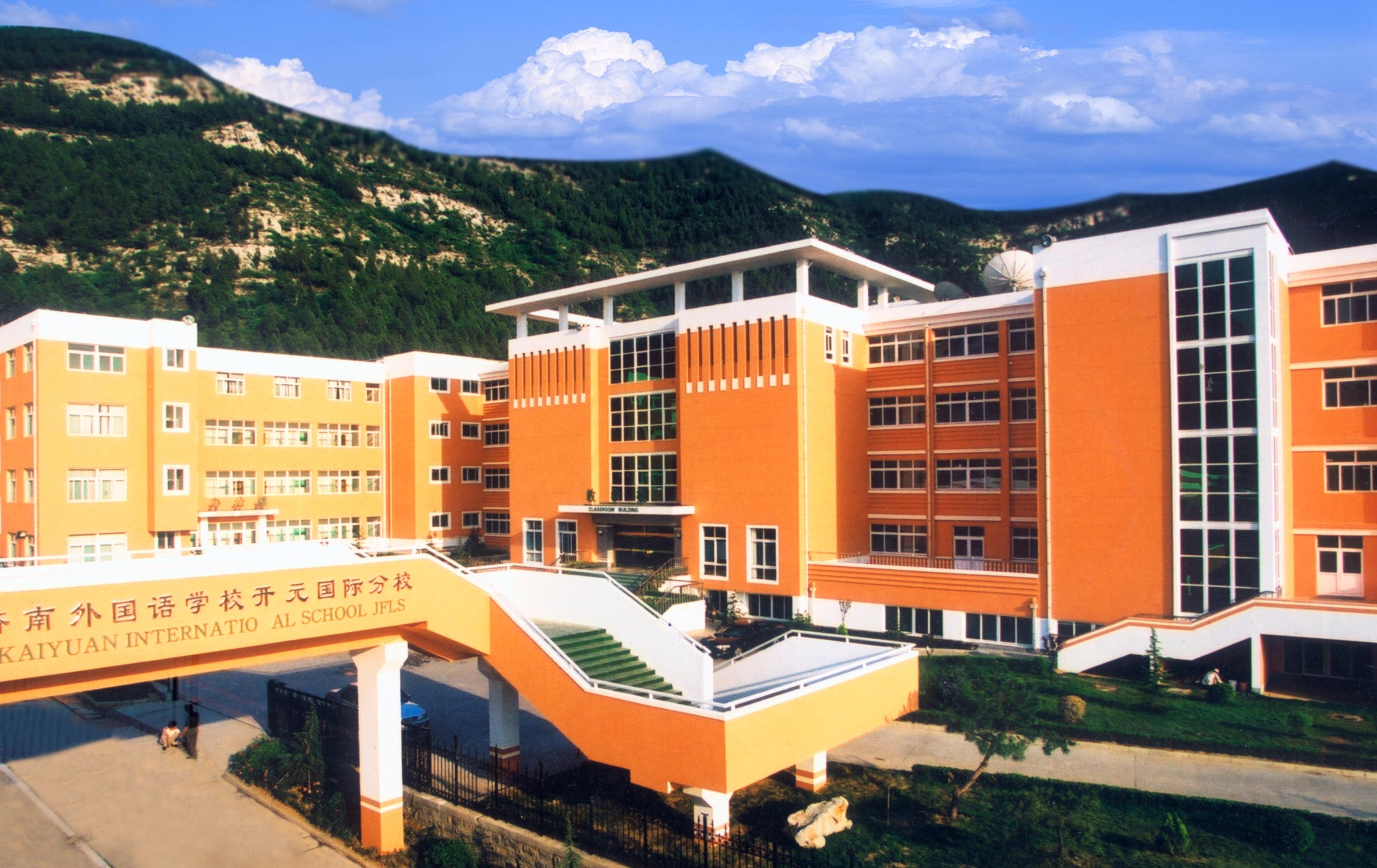
济南外国语学校开元国际分校

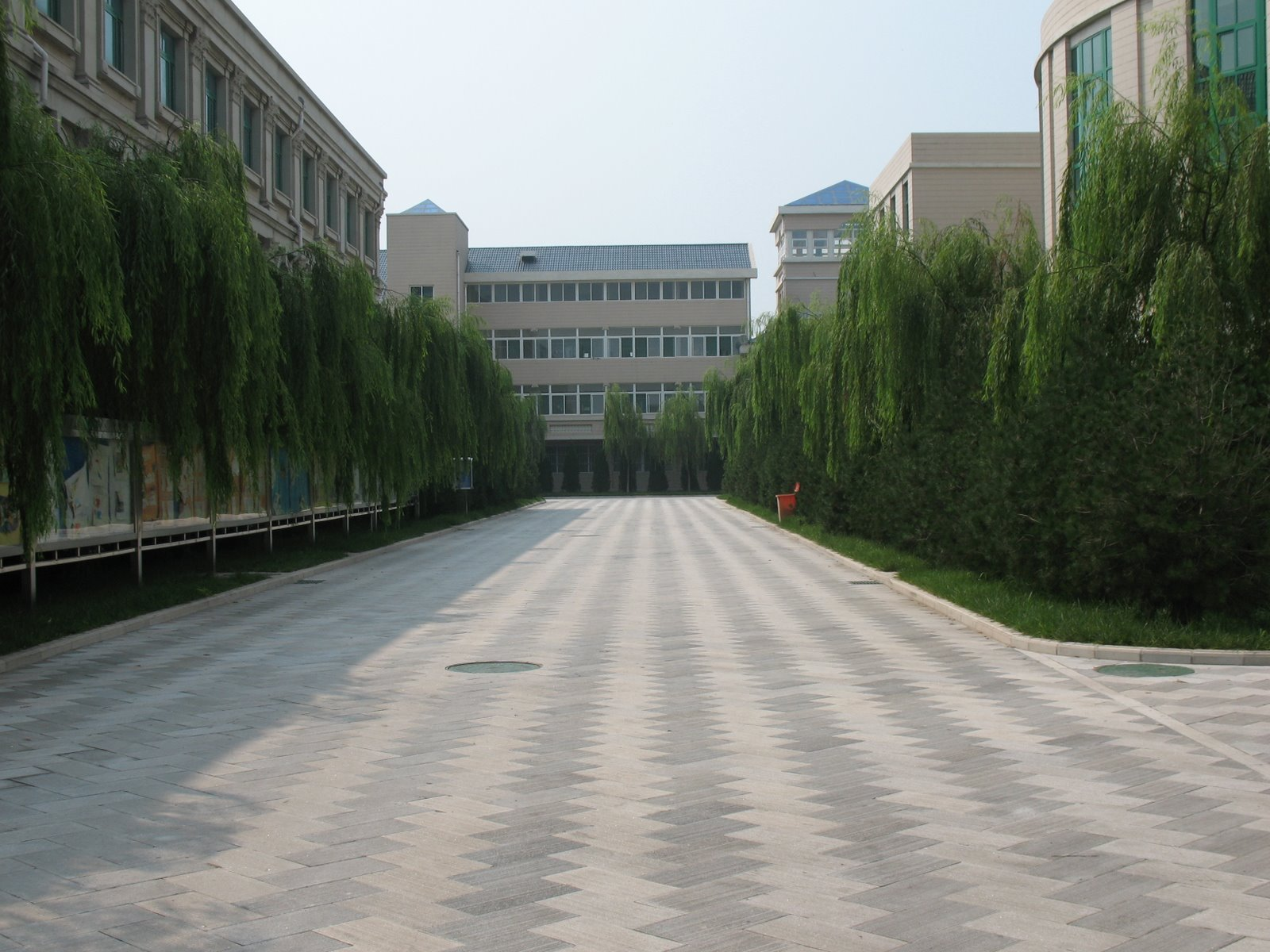
原高中部一号楼与五号楼间的道路

济南外国语学校（英語：Jinan Foreign Language School，简称济外，济南人也简称外国语，英文简称JFLS或JNFLS）创建于1989年，是山东省唯一在教育部备案的外国语学校，2001年成为教育部确定的具有向重点高校的外国语言文学类专业推荐保送生资格的全国17所外国语学校之一，以外语教学为其主要特色，由学校本部、三箭分校、开元国际分校及多所托管学校组成，现有师生约7000人，集团成员校七所，是济南市基础教育规模最大的学校，亦是全国学校中保送生人数最多的学校。济南外国语学校在2016年中国内地高中美国留学排行榜上位居第四十二。

## 学校历史

### 建校初期
济南外国语学校的前身，为建立于1959年的济南第三十一中学（三十一中革命委员会）。1983年，济南第三十一中学改为济南第七职业中学，1985年改建为济南第四职业中专，1989年春成立济南外国语学校。
济南外国语学校成立的日期是1989年5月18日（有另一说法是在当年7月），1990年9月正式挂牌。建校之初的校址位于建国小经三路1号，设日语、英语、俄语三个语种，开设全日制六年制重点中学全部课程。当时学校规模并不很大，但由于师资力量雄厚等原因吸引了大量优质生源。

### 校企合作
1996年3月，济南外国语学校与山东三箭置业集团总公司实行校企联合办学，创办了济南外国语学校三箭分校，由此开始了济南外国语学校的企业合作办学之路。
1999年12月，济南外国语学校与济南环山房地产开发有限公司签署合作办学协议，于2000年创办了济南外国语学校开元国际分校，使济外的教学年级囊括了小学、初中、高中共计12个年级。
2014年1月，济南外国语学校与济南中海城房地产开发有限公司签署了《中海华山项目学校引进合作协议》，建设济南外国语学校华山校区。

### 托管学校
2004年11月，济南外国语学校与济南外海房地产开发有限公司签署委托管理协议，对济南市外海实验学校实行管理。自此，济外开始拓展学校托管业务：2012年6月6日，济南外国语学校与济南阳光100房地产公司签署协议，托管济南阳光100中学，成立济南外国语学校阳光100校区；2012年8月23日，济南外国语学校与济南绿地泉景地产股份有限公司签署协议，托管济南绿地泉景园学校。
2015年1月，济南外国语学校宣布将托管历城区、天桥区范围内即将建成的6所小学与2所初中，并建立济南外国语学校教育集团，对旗下托管学校的资源进行整合。同时，济南外国语学校正在华山筹建新的十二年一贯制校区，高中部先行迁至此址。济南外国语学校初中部（含三箭分校），于2020年迁入华山校区。

### 国际课程
2010年5月，济南外国语学校与北京中育教育发展研究中心合作，开办了济南外国语学校国际课程中心，并于当年9月开学，面向应届高中生开办英国A-Level课程与美国AP课程。
除此之外，该学校还开展日本关西语言学院联合培养项目、德国留学预备课程项目、俄罗斯留学预备课程项目；新加坡国立大学招生（SM2）项目、法国INSA招生项目、德国北威州大学招生项目；在加拿大多伦多大学，美国科罗拉多州立大学、加州州立大学贝克斯菲尔德分校，日本立命馆大学、同志社大学、法政大学建有绿色通道项目。

## 学校概况

### 校训
济南外国语学校建校之初的校训为“以学业的成功带动完美人格的形成”，该校训被印制在济外所有作业本的背面，成为二十余年来济外的标志之一。
2012年9月，济南外国语学校公布了新的校训为“人文天下 行者无疆”，办学理念为“致力于每一位学生的健康成长”。不少老校友对校训的更改感到惋惜。
2023年，新任校长林宝磊将办学理念改为“致力于每一个生命的精彩成长”，并将镌刻有校训的石碑横置在南门口，原有的校训石碑被移动至西门篮球场南部的废弃草坪内。

### 领导班子

#### 高层领导
2024年4月，济南外国语学校高层领导班子为：
- 逄坤敬，男，1966年出生，中共党员，高级教师，济南外国语学校党委书记。
- 林宝磊，男，1978年出生，中共党员，正高级教师，硕士研究生导师。2022年8月起担任济南外国语学校校长、党委副书记。
- 张纪余，男，1975年出生，中共党员，济南外国语学校副校长，现挂职重庆市武隆中学。
- 王红妹，女，1969年出生，中共党员，正高级教师，济南外国语学校副校长。
- 丁森，男，1982年出生，中共党员，高级教师，济南外国语学校副校长。
- 王鹏，男，1983年出生，中共党员，大学学历，一级教师，济南外国语学校副校长，济南外国语学校高中部校长。
- 邢进，女，1981年出生，中共党员，高级教师，济南外国语学校纪委书记。
- 刘培虎，男，1966年出生，中共党员，济南外国语学校校长助理、工会主席。
- 王雅楠，女，1971年出生，中共党员，济南外国语学校校长助理。[23]

#### 高二级部
2024年9月，济南外国语学校高二年级领导班子为：
- 董雯菁，女，中共党员，济南外国语学校高二年级级部主任，自2024年12月起，董雯菁因骨折休假。2025年1月初返回学校继续工作。
- 林锋，男，中共党员，济南外国语学校高二年级级部副主任，分管学习工作。
- 郑成果，男，中共党员，毕业于北京外国语大学，济南外国语学校高二年级级部副主任，分管德育工作。

### 保送生
济南外国语学校是山东省唯一经教育部批准，具有向中国各大重点高校的外国语言文学类专业推荐保送生资格的外国语中学。2007年至2013年，济南外国语学校被保送的人数分别是207、207、196、208、210、216、218人，被保送至全国超过40所大学，其中不乏“211工程”与“985工程”院校。但从2016年起，教育部要求逐步减少具有推荐保送生资格的外国语中学的推荐限额，济南外国语学校的保送生名额因此减少。2021、2022、2023年、2024年保送生名额均为144人。
济南外国语学校的保送生名额和预录取学生数量不仅连续多年在全国外国语学校中占据头把交椅，同时也在全国所有高中当中名列前茅，取得保送生资格的人数已经连续多年超过全国保送生资格总人数的2%，自2014年保送生新规实施以来则超越全国保送生名额总数的6%，保送生也因此成为济南外国语学校高中部的“金字招牌”。
而济南外国语学校确定保送生推荐名额归属的方式亦十分繁杂，不仅考察学生高中三年的学习成绩和外语水平，同时也会考察学生的思想道德素质、体育素质、校内任职、社团活动、竞赛获奖情况等作为综合参考，最终以量化赋分形式得出学生排名，划定推荐名额；使得学生若想获得保送生推荐名额，则必须从高一（甚至贯通班）开始保持优秀水准。

### 外语特色
该校目前除开设国家规定的普通中学全部课程外，还开设了日语、俄语、法语、德语、西班牙语5个小语种的第一外语与第二外语课程，且聘请外籍教师与中国教师共同授课，实行多课时、小班化、分层次教学。2009年以来，济南外国语学校从初中开始推行“双外语生”计划，即不再区分第一外语和第二外语，而是以“英语+小语种”同步发展的方式培养外语人才。
英语教学中除了使用人教版的教材外，还使用《剑桥国际英语教程》（New Interchange、Interchange Third Edition）、《新概念英语》（高中）、《Look，Listen and Learn》、《剑桥新思维英语》（English in Mind）（高中）、《行星英语》（初中）、《剑桥国际英语教程青少版》（Connect Second Edition）、《小学综合英语》（小学）等教材。

### 对外交流
学校已与美国、法国、德国、加拿大、日本、俄罗斯等国家的多所院校建立了长期的友好合作关系，经常互派师生参观访问。
| 国家   | 校名                                              |
| ------ | ------------------------------------------------- |
| 日本   | 京都关西语言学院                                  |
| 法國   | 布列塔尼大区雷恩市左拉中学                        |
| 加拿大 | 阿尔伯塔省埃德蒙顿市柏桥学校                      |
| 美国   | 康涅狄格州哈特福德市温莎洛克斯高中                |
| 俄羅斯 | 下诺夫哥罗德第67中学                              |
| 德国   | 梅克伦堡-前波美拉尼亚州嘉德堡高中（暂时失去联系） |
| 加拿大 | 魁北克省拉萨尔市德拉萨尔高中                      |
| 芬兰   | 万达市赫尔辛基高级中学                            |
|        | 南澳大利亚州阿德莱德高中                          |
| 俄羅斯 | 圣彼得堡国立服务与经济大学                        |
| 俄羅斯 | 莫斯科国立无线电技术电子学与自动化科学技术大学    |

济南的很多中学生将济外高中视为出国的跳板，特别是高中部于2010年开办专门教授A-Level与AP课程的国际课程中心，以及2018年开设高一起点的德语课程项目和高二起点的日语、俄语课程以来，学生的出国留学比率与日俱增。

## 校园
济南外国语学校学校（本部、三箭分校、开元国际分校及各托管办学学校）现有校址如下：

### 小学部
- 济南外国语学校开元国际分校位于历下区环山路139号，占地40,000平方米，是一所民办全日制寄宿制小学。
- 济南外海实验学校位于槐荫区幸福街19号，占地15,300平方米，是一所民办全日制寄宿制小学，由济南外国语学校托管办学[9]。
- 济南阳光100中学小学部（济南外国语学校阳光100校区）位于槐荫区阳光新路19号，是全方位引入济南外国语学校管理的槐荫区公办学校[37]。
- 济南市槐荫区泉新小学（济南外国语学校泉新校区）位于槐荫区绿地泉景园社区，是一所民办全日制小学，由济南外国语学校托管办学[38]。
- 济南外国语学校教育集团云世界实验小学位于山东省济南市天桥区水屯路25号。
- 济南外国语学校小学部位于金舆大道3399号，与济南外国语学校初中、高中部同处一个校区，目前校址位于原初中部艺术楼1楼，仅开设了4个教学班，学生大部分为校内教职工子女。

2024年，济南外国语学校开元国际分校和济南外海实验学校与济南外国语学校本校的合同到期。

### 初中部
- 济南外国语学校与济南外国语学校三箭分校初中部校址原位于天桥区师范路23号，于2020年迁入历城区金舆大道3399号，同高中部处与一个校区。[e]。
- 济南阳光100中学中学部（济南外国语学校阳光100校区）位于槐荫区阳光新路19号，是全方位引入济南外国语学校管理的槐荫区公办学校[37]。

### 高中部
- 济南外国语学校与济南外国语学校三箭分校高中部校址位于历城区金舆大道3399号，国际课程中心也设于此校区内。[15]

### 原校舍

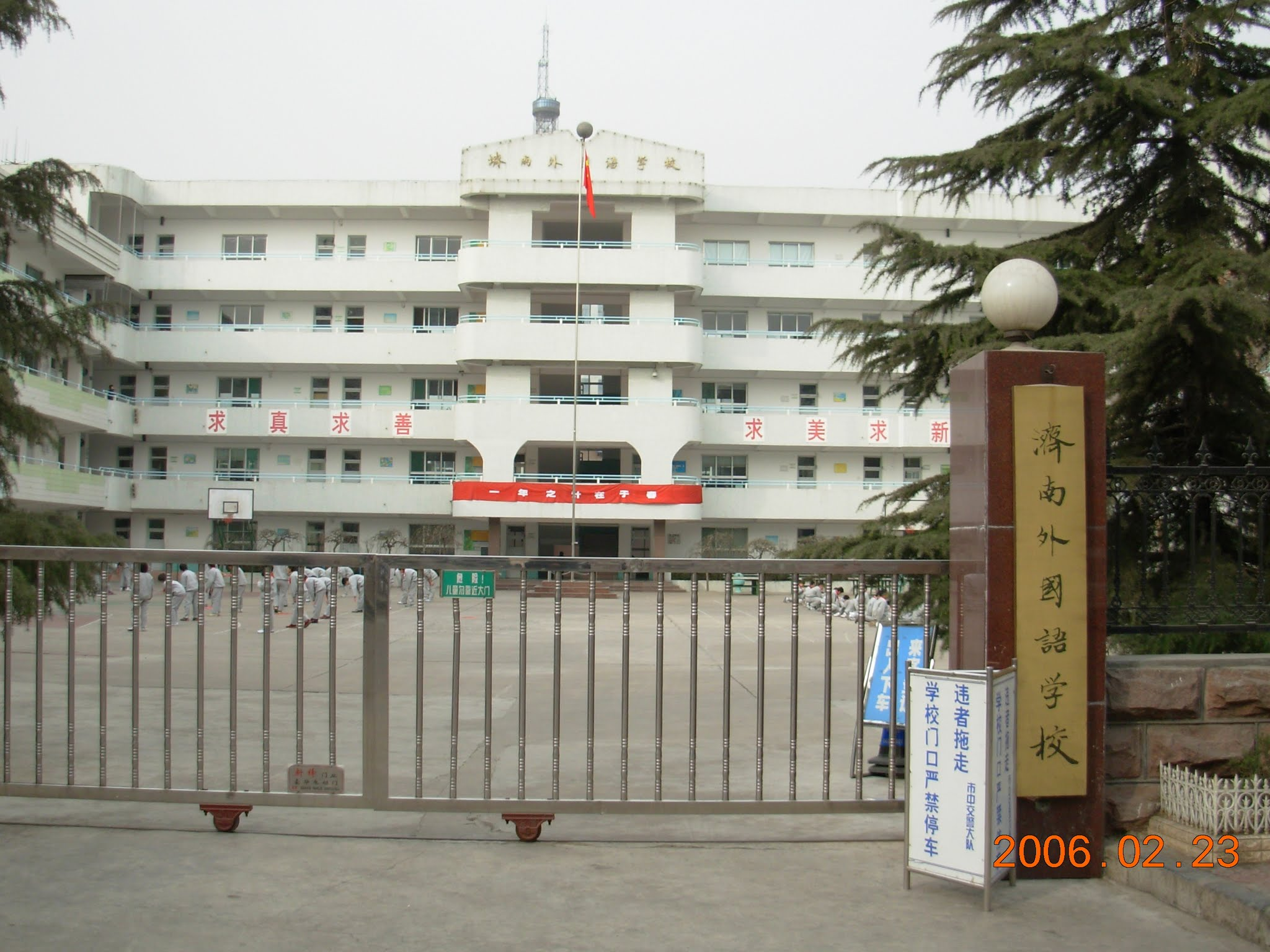
建国小经三路的旧校址

- 济南外国语学校本部南校位于玉函路67号，原为初中各年级部分学生寄宿校区，现为济南第三职业中等专业学校所使用。
- 原本部（建国小经三路1号）现为山东省济南中学所使用。
- 原三箭分校七里河校区（七里河路23号）、东八校区（东八里洼南路105号）现均已废止使用。
- 济南外国语学校与济南外国语学校三箭分校原高中部校址位于历城区临港街道机场路6868号，占地126,000平方米，现已被济南技师学院使用[40]。
- 济南外国语学校初中部（含三箭分校）原位于天桥区师范路23号，于2020年迁入华山校区。旧校舍现为济南旅游学校所使用。

## 知名校友
- 苑听雷，中国国际广播电台驻俄罗斯记者
- 谷青，联合国开发计划署北京代表处项目主任
- 李洁，中央人民广播电台音乐之声（Music Radio）著名DJ
- 马春玲，中国人民解放军国防科技大学教师
- 张泽麒 ，温哥华英属哥伦比亚大学计算机科学讲师。
- 蔡浩宇，米哈游创始人之一，曾任米哈游董事长。

## 学生活动

### 团委学生会
济南外国语学校高中部在每个年级均会设立学生团委与学生会，由其进行学生日常事务的自主管理。团委学生会由学生团委会、学生会主席团和下属十四个部门组成，每个年级人数约为70人，每学年初经自主报名后，由学校领导与高年级团委学生会成员联合选出，但事实上，部分级部的团委学生会人选完全由级部主任一人指定（与其有利益关系的）同学担任，团委学生会参与成员并不能提出相左意见。每学期期末，由各班级抽选的代表对当学期每位团委学生会成员的工作进行评定，投票末位的成员将被淘汰。
由于学校与学生相关的大型活动（例如秋季运动会、“火红的五月”合唱节等）均由团委学生会组织承办、日常量化管理均由团委学生会牵头组织等原因，济外高中部的团委学生会拥有较大的自主行政权，也可自主制定职权范围内的量化评分细则等规定。但其本质仍旧是接受学校领导，并对学生进行管理的“学校方”的学生自治组织。

### 学生社团
济南外国语学校初中部和高中部学生社团林立，课余生活丰富，几乎每天高中部都会有社团举行活动。学校还会牵头组织一系列官方活动（社团推介会、社团季、“济外学子讲坛”等）。学生社团由学生会社团部进行管理。
由于社团活动情况与确定保送生推荐名额有一定关系，故济外高中部学生的社团参与率相当高，几乎达到了100%。而各个学生社团的活动也经常在全国性竞赛活动中斩获奖项。
在高中部，由于多方面原因，校方于2010年11月正式下达了“禁止学生社团在校内为校外教育机构进行任何种类宣传”的禁令。在该规定的影响之下，高中部的社团活动曾陷入一年有余的低潮期，但后来亦有学校内部的社团与部分媒体及动漫公司合作举办济南外国语学校2012年动漫文化节，标志着济外高中的社团活动重新恢复繁盛。

### 校务电子化
- 由高中部学生开发的济外高中“学生会综合量化管理系统”于2011年4月上线，面向各级部学生会和学校领导、班主任和各班班委开放；该系统同时获得全国中小学电脑制作活动二等奖[56]。
- 2011年9月，济南外国语学校高中部校务综合管理系统第二版上线，囊括了多项学生主导的学校管理活动。
- 2012年3月，济南外国语学校高中部学生会信息技术部成立。
- 2012年10月，济南外国语学校（高中部）校园电子通行证开始全校发行。
- 2013年4月，济南外国语学校校务综合管理系统第三版上线，功能扩充至十个大项三十余个小项，这是全国中学生自主开发设计学校管理系统的第一例[57]；该系统连同校园电子通行证一同获得全国中小学电脑制作活动一等奖[58]。

## 评价

### 教学与招生
济南外国语学校初中部是济南市市民中公认的最优秀初中，是当地许多小学生及其家长所向往报考的学校，入学考试竞争非常激烈，每年不足千个名额都会吸引接近万人报考，部分年份录取比率甚至低于当年度山东省高考一本率。
济南外国语学校高中部由于其保送生、外语教学质量、校园文化建设与对外交流等特色，在山东省也有较高声望。
济南外国语学校高中部招生分为本校生、市招生（包括推荐生）及省招生。校内班级并非平等分配，而是有科创班（需进行资格考试）、复语班（本校生选择小语种者），高中2023级和此后级部新加入初中贯通B班（需本校生经过资格考试）（2023级升入高中后称为图南班）。

### 社会关注
- 2010年12月，高中部校区内的一起斗殴事件中，一学生家长闯入校园将另一学生打伤，而前来采访的媒体记者则遭到了学校保安的粗暴对待[64]。此后高中部校区出台相关规定，除特殊时段外，禁止外来人员未经邀请进入学校。
- 由于高中部校区采取封闭式管理，而学校食堂无法满足学生馋瘾，许多学生选择从紧邻学校的饭馆（“小黑店”）订饭，大多从交界处的围栏进行交易。学校担心可能引发的卫生事件，对学生的订饭行为表示禁止[65]，因此订饭交易一直处于地下状态[g]。